# Книга пророка Иезекииля
Книга пророка Иезекииля (ивр. סֵפֶר יְחֶזְקֵאל‎) — книга, входящая в состав еврейской Библии (Танаха) и Ветхого Завета. В еврейской Библии помещается в разделе Невиим (Пророки). Автор — пророк Иезекииль.
Охваченное время: 593—571 года до н. э. (Первый Храм, вавилонское пленение).
Авторство книги, носящей имя Иезекииля, и её принадлежность к библейскому канону никогда не оспаривались. Книга появляется в каталогах священных писаний времён раннего христианства, например в списке канона, составленном Оригеном.
Символические образы, имеющиеся в книге пророка Иезекииля, имеют сходства с содержащимися в книге пророка Иеремии и Откровении Иоанна Богослова: Иез. 18:2 — Иер. 31:29; Иез. 23:2, 11 — Иер. 3:7, 8, 11; Иез. 24:3 — Иер. 1:13; Иез. 1:5, 10 — Отк. 4:6, 7; Иез. 3:1—4 — Отк. 10:8—10; Иез. 9:4 — Отк. 7:3; Иез. 27:30, 36 — Отк. 18:9, 18, 19; Иез. 37:27 — Отк. 21:3; Иез. 47:1, 6—8, 12 — Отк. 22:1—3; Иез. 48:30, 31 — Отк. 21:12, 13.

## Краткое содержание
- Гл. 1—3: видение славы Господней и призвание Иезекииля к пророческому служению.
- Гл. 4—24: 13 обличительных речей против иудеев и символические действия, изображающие падение Иерусалима
- Гл. 25—32, 35: обличительные речи против язычников: иудейских соседей, жителей Тира. Пророчества об египтянах. Стихи 13-19 28 главы, согласно христианскому учению, относятся к дьяволу, олицетворением которого стал тирский царь (смотри у Исаии подобную речь об антихристе Ис. 14:5—20).
- Гл. 33: новые обязанности пророка.
- Гл. 34, 36—37: возрожденный Израиль и воскресение мертвых.
- Гл. 38—39: нашествие народов Гога и Магога.
- Гл. 40—48: видение нового Храма